# The Kills
The Kills is een indierockband opgericht door de Amerikaanse zangeres Alison "VV" Mosshart (ook zangeres van The Dead Weather) en de Britse gitarist Jamie "Hotel" Hince. De band heeft in totaal vier albums uitgebracht.

## Achtergrond
Mosshart speelde voorheen in een punkrockband uit Florida, en Hince speelde in de Britse rockbands Scarfo en Blyth Power. Het duo ontmoette elkaar voor het eerst toen Mosshart Hince hoorde oefenen in een hotelkamer boven die van haar. Toen hun bands uit elkaar gingen, besloten de twee samen te gaan werken. Maandenlang stuurden ze elkaar nieuwe nummers en ideeën voor nummers toe.
Om zich af te zonderen van hun verleden, namen Mosshart en Hince beide een pseudoniem aan. Ze noemden zichzelf respectievelijk VV en Hotel. In 2001 demonstreerden ze hun eerste nummers, die positief werden ontvangen. Het duo sloeg echter het aanbod van een paar grote platenlabels af. Als VV en Hotel namen ze hun debuutnummer op, Black Rooster EP, welke werd uitgebracht bij het Britse onafhankelijke platenlabel Domino Records, en in de Verenigde Staten werd uitgebracht door Dim Mak Records.
Na een internationale tournee nam het duo hun eerste album op, Keep on Your Mean Side, welke werd gedistribueerd door Rough Trade Records. Het album werd goed ontvangen door de pers. Hun tweede album, No Wow, werd uitgebracht door Domino Records in 2005. De eerste single van dit album, "The Good Ones", kwam uit in 2005 en werd 23e in de Britse hitlijst.
In 2007 kondigde de band aan dat hun derde album klaar was. Dit album, getiteld 'Midnight Boom', kwam in 2008 uit.
In april 2011 kwam het vierde album met de titel  'Blood Pressures' uit.
In december 2020 komt er een compilatie-album uit, Little Bastards. Hierop staan B-sides and rarities uit de periode 2002–2009, en is het eerste wat uitkomt sinds in 2016 het album Ash & Ice is uitgekomen.

## Discografie

### Albums
| Album met eventuele hitnotering(en) in de Nederlandse Album Top 100 | Datum van verschijnen | Datum van binnenkomst | Hoogste positie | Aantal weken | Opmerkingen |
| ------------------------------------------------------------------- | --------------------- | --------------------- | --------------- | ------------ | ----------- |
| Keep on your mean side                                              | 2003                  | -                     |                 |              |             |
| No wow                                                              | 2005                  | 05-03-2005            | 96              | 1            |             |
| Midnight boom                                                       | 07-03-2008            | 15-03-2008            | 68              | 4            |             |
| Blood pressures                                                     | 01-04-2011            | 09-04-2011            | 38              | 2            |             |

| Album met hitnotering(en) in de Vlaamse Ultratop 200 albums | Datum van verschijnen | Datum van binnenkomst | Hoogste positie | Aantal weken | Opmerkingen |
| ----------------------------------------------------------- | --------------------- | --------------------- | --------------- | ------------ | ----------- |
| No wow                                                      | 2005                  | 05-03-2005            | 28              | 9            |             |
| Midnight boom                                               | 2008                  | 22-03-2008            | 13              | 8            |             |
| Blood pressures                                             | 2011                  | 09-04-2011            | 16              | 8*           |             |